# سوت لنکستر (ماساچوست)
سوت لنکستر (به انگلیسی: South Lancaster) یک منطقهٔ مسکونی در ایالات متحده آمریکا است که در شهرستان ووستر واقع شده‌است. سوت لنکستر ۳٫۴ کیلومتر مربع مساحت و ۱٬۸۹۴ نفر جمعیت دارد و ۸۷ متر بالاتر از سطح دریا واقع شده‌است.